# Lacerta schreiberi
Lacerta schreiberi là một loài thằn lằn trong họ Lacertidae. Loài này được Bedriaga mô tả khoa học đầu tiên năm 1878.

## Hình ảnh

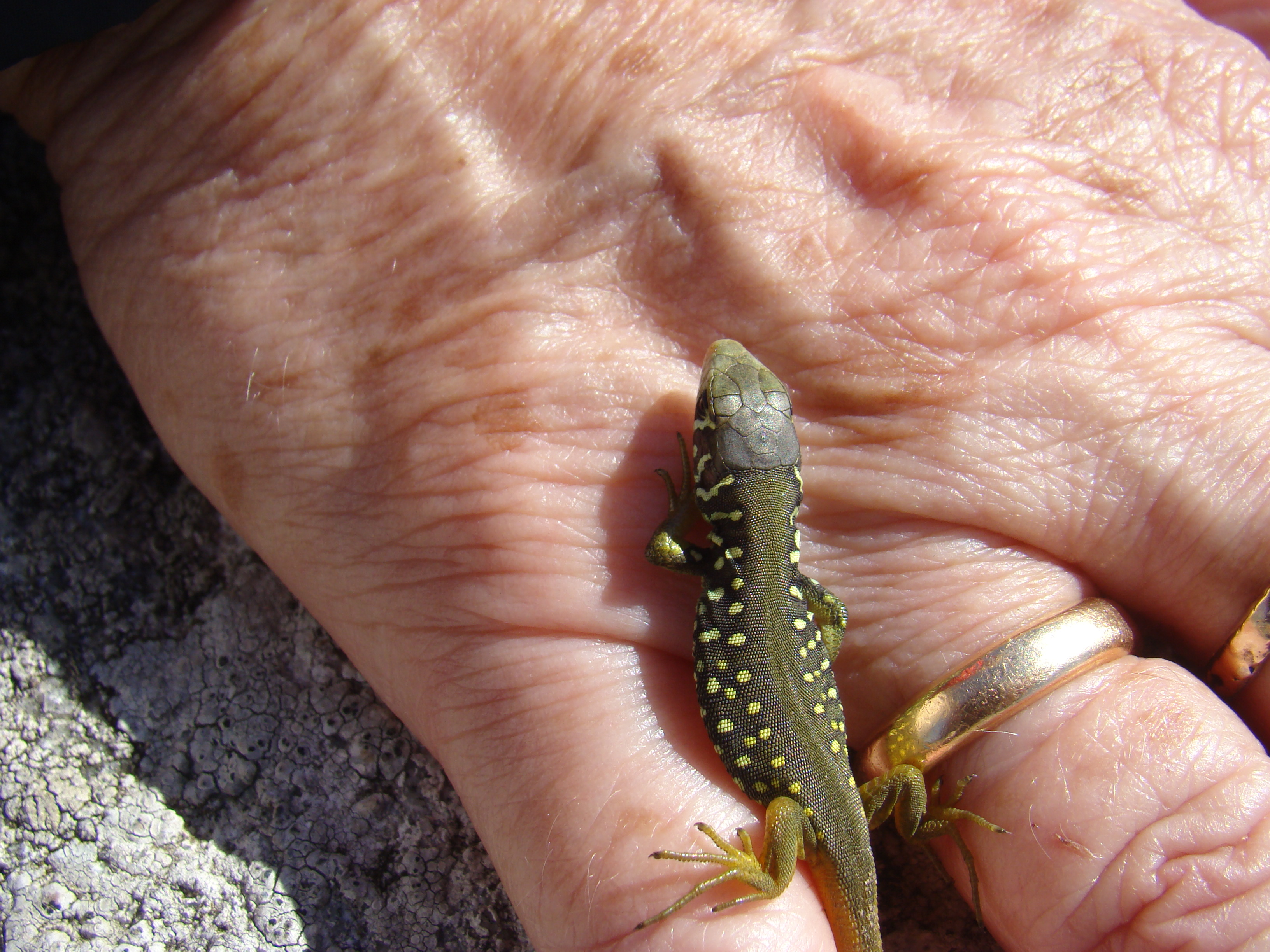
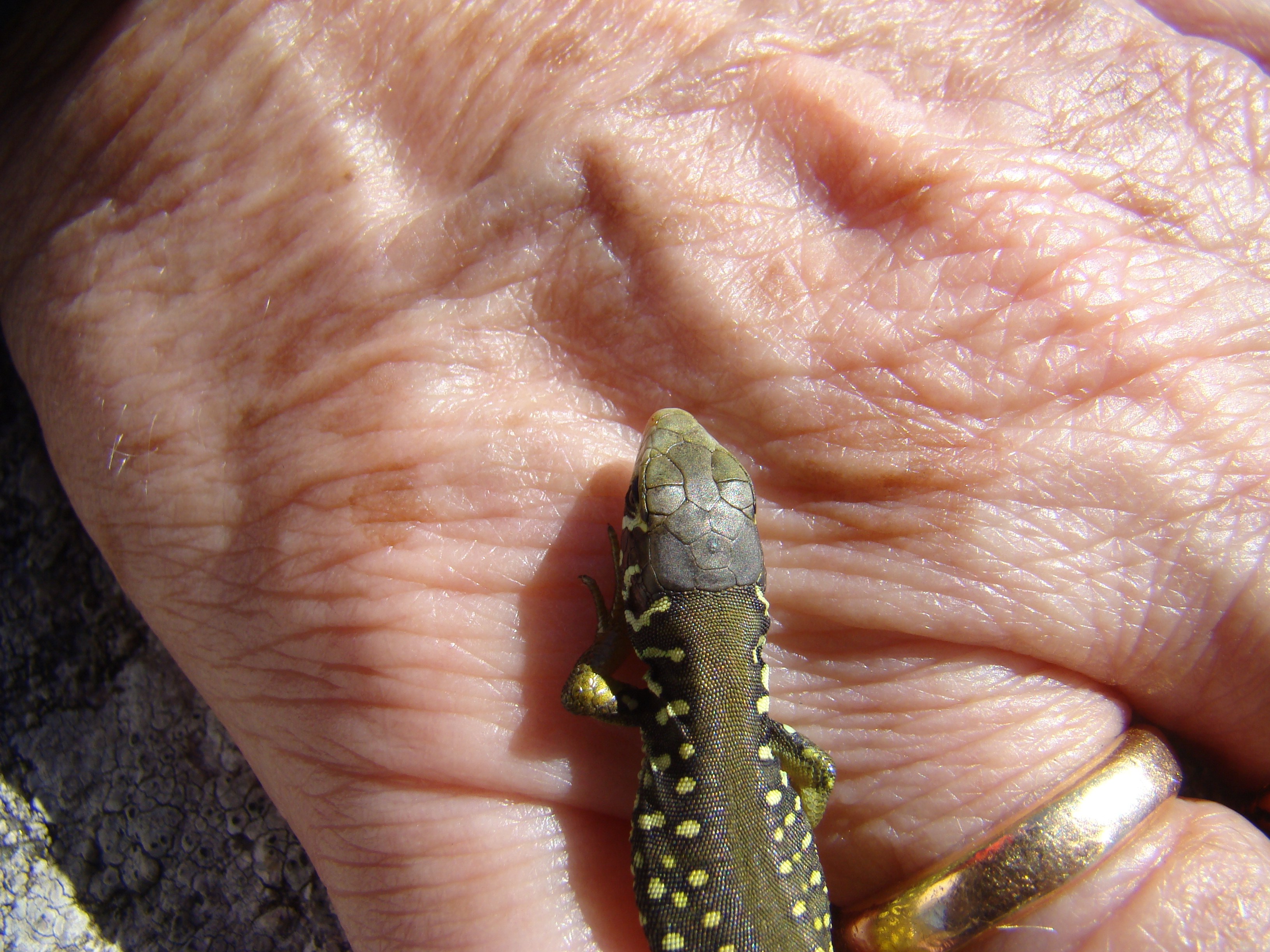
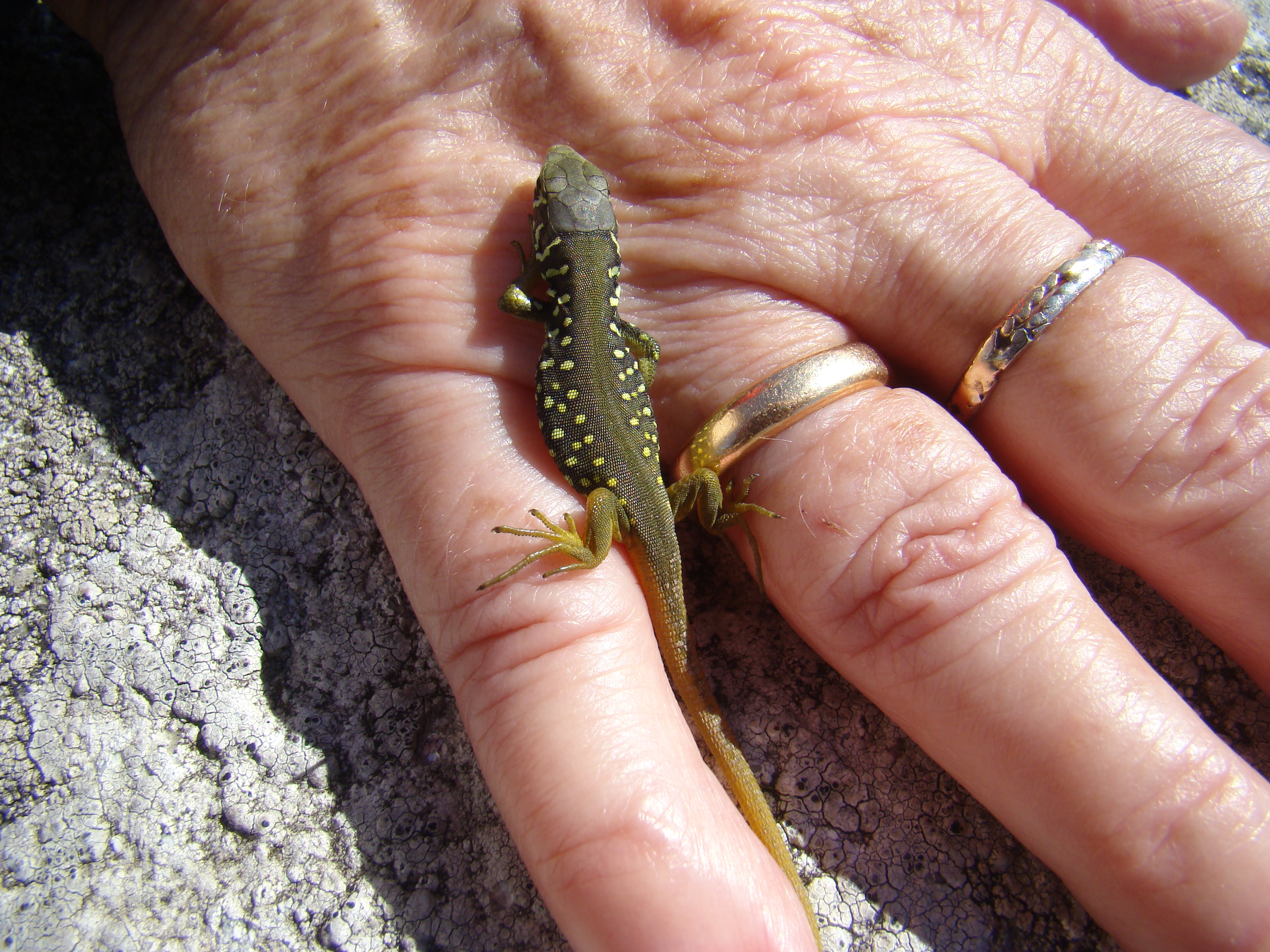
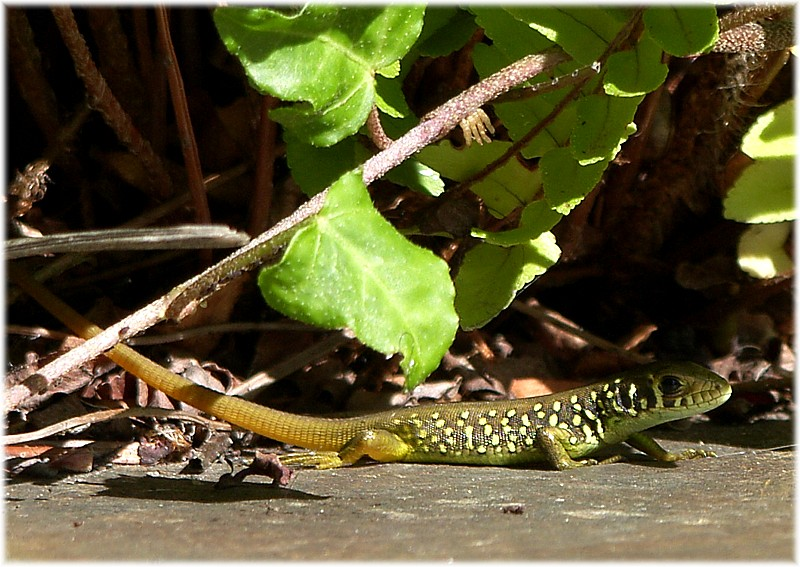